# Иззуддин аль-Хиншири
Иззуддин аль-Хиншири (араб. عز الدين الهنشيري‎, неизв. — 23 октября 2011 года) — ливийский политик и государственный деятель, инженер по профессии. Был министром юстиции Высшего народного комитета Ливии в период, когда его возглавлял Омар Мустафа аль-Мунтазир — с 9 марта 1989 года по 7 октября 1990 года. Во время гражданской войны в Ливии оставался на стороне каддафистов до конца.. 23 октября 2011 года, после взятия Сирта повстанцами, Хиншири, находившийся в городе, был зверски ими казнен .